# 달서구의 행정 구역
달서구의 행정 구역은 23개동으로 구성되어 있다. 달서구의 면적은 62.34 km2이며, 인구는 2012년 8월 1일을 기준으로 다음과 같다. 

## 행정 구역
| \| 행정동 \| 한자 \| 면적 \| 세대 \| 인구 \| \| --------- \| --------- \| ----- \| ------- \| ------- \| \| 성당동 \| 聖堂洞 \| 1.99 \| 10,641 \| 26,892 \| \| 두류1·2동 \| 頭流1·2洞 \| 1.33 \| 8,301 \| 18,486 \| \| 두류3동 \| 頭流3洞 \| 1.11 \| 4,411 \| 11,048 \| \| 본리동 \| 本里洞 \| 1.09 \| 8,689 \| 24,206 \| \| 감삼동 \| 甘三洞 \| 1.18 \| 9,990 \| 28,039 \| \| 죽전동 \| 竹田洞 \| 0.74 \| 6,784 \| 17,134 \| \| 장기동 \| 長基洞 \| 3.11 \| 6,591 \| 19,021 \| \| 용산1동 \| 龍山1洞 \| 1.22 \| 11,740 \| 35,661 \| \| 용산2동 \| 龍山2洞 \| 1.33 \| 11,287 \| 34,684 \| \| 이곡1동 \| 梨谷1洞 \| 1.82 \| 9,093 \| 27,605 \| \| 이곡2동 \| 梨谷2洞 \| 2.04 \| 6,670 \| 19,775 \| \| 신당동 \| 新塘洞 \| 9.38 \| 15,783 \| 38,103 \| \| 월성1동 \| 月城1洞 \| - \| - \| - \| \| 월성2동 \| 月城2洞 \| 6.30 \| 8,627 \| 20,961 \| \| 진천동 \| 辰泉洞 \| - \| - \| - \| \| 유천동 \| 流川洞 \| - \| - \| - \| \| 상인1동 \| 上仁1洞 \| 1.39 \| 13,969 \| 45,250 \| \| 상인2동 \| 上仁2洞 \| 0.90 \| 9,204 \| 25,038 \| \| 상인3동 \| 上仁3洞 \| 3.68 \| 6,455 \| 15,601 \| \| 도원동 \| 桃源洞 \| 10.64 \| 13,270 \| 42,012 \| \| 송현1동 \| 松峴1洞 \| 2.46 \| 9,806 \| 23,111 \| \| 송현2동 \| 松峴2洞 \| 0.97 \| 9,426 \| 22,897 \| \| 본동 \| 本洞 \| 1.10 \| 6,206 \| 16,027 \| \| 달서구 \| 達西區 \| 62.34 \| 216,485 \| 605,856 \| |           |       |         |         |
| 행정동 | 한자      | 면적  | 세대    | 인구    |
| 성당동 | 聖堂洞    | 1.99  | 10,641  | 26,892  |
| 두류1·2동 | 頭流1·2洞 | 1.33  | 8,301   | 18,486  |
| 두류3동 | 頭流3洞   | 1.11  | 4,411   | 11,048  |
| 본리동 | 本里洞    | 1.09  | 8,689   | 24,206  |
| 감삼동 | 甘三洞    | 1.18  | 9,990   | 28,039  |
| 죽전동 | 竹田洞    | 0.74  | 6,784   | 17,134  |
| 장기동 | 長基洞    | 3.11  | 6,591   | 19,021  |
| 용산1동 | 龍山1洞   | 1.22  | 11,740  | 35,661  |
| 용산2동 | 龍山2洞   | 1.33  | 11,287  | 34,684  |
| 이곡1동 | 梨谷1洞   | 1.82  | 9,093   | 27,605  |
| 이곡2동 | 梨谷2洞   | 2.04  | 6,670   | 19,775  |
| 신당동 | 新塘洞    | 9.38  | 15,783  | 38,103  |
| 월성1동 | 月城1洞   | -     | -       | -       |
| 월성2동 | 月城2洞   | 6.30  | 8,627   | 20,961  |
| 진천동 | 辰泉洞    | -     | -       | -       |
| 유천동 | 流川洞    | -     | -       | -       |
| 상인1동 | 上仁1洞   | 1.39  | 13,969  | 45,250  |
| 상인2동 | 上仁2洞   | 0.90  | 9,204   | 25,038  |
| 상인3동 | 上仁3洞   | 3.68  | 6,455   | 15,601  |
| 도원동 | 桃源洞    | 10.64 | 13,270  | 42,012  |
| 송현1동 | 松峴1洞   | 2.46  | 9,806   | 23,111  |
| 송현2동 | 松峴2洞   | 0.97  | 9,426   | 22,897  |
| 본동 | 本洞      | 1.10  | 6,206   | 16,027  |
| 달서구 | 達西區    | 62.34 | 216,485 | 605,856 |

## 법정동
| 행정동    | 법정동                                                                                |
| --------- | ------------------------------------------------------------------------------------- |
| 두류1·2동 | 두류동(頭流洞)                                                                        |
| 두류3동   | 두류동(頭流洞)                                                                        |
| 성당동    | 성당동(聖堂洞)                                                                        |
| 감삼동    | 감삼동(甘三洞) (일부)                                                                 |
| 죽전동    | 감삼동(甘三洞) (일부), 죽전동(竹田洞)                                                 |
| 장기동    | 장기동(長基洞) (일부), 장동(壯洞)                                                     |
| 용산1동   | 장기동(長基洞) (일부), 용산동(龍山洞) (일부)                                          |
| 용산2동   | 용산동(龍山洞) (일부)                                                                 |
| 이곡1동   | 이곡동(梨谷洞), 갈산동(葛山洞) (일부)                                                 |
| 이곡2동   | 이곡동(梨谷洞), 갈산동(葛山洞) (일부)                                                 |
| 신당동    | 신당동(新塘洞), 파호동(巴湖洞), 호림동(狐林洞), 호산동(虎山洞), 갈산동(葛山洞) (일부) |
| 본리동    | 본리동(本里洞)                                                                        |
| 본동      | 본동(本洞)                                                                            |
| 송현1동   | 송현동(松峴洞)                                                                        |
| 송현2동   | 송현동(松峴洞)                                                                        |
| 월성1동   | 월성동(月城洞) (일부), 월암동(月岩洞) (일부), 대천동(大泉洞) (일부)                   |
| 월성2동   | 월성동(月城洞) (일부), 월암동(月岩洞) (일부), 대천동(大泉洞) (일부)                   |
| 상인1동   | 상인동(上仁洞)                                                                        |
| 상인2동   | 상인동(上仁洞)                                                                        |
| 상인3동   | 상인동(上仁洞)                                                                        |
| 도원동    | 도원동(桃源洞)                                                                        |
| 진천동    | 진천동(辰泉洞), 대곡동(大谷洞)                                                        |
| 유천동    | 월성동(月城洞) (일부), 월암동(月岩洞) (일부), 대천동(大泉洞) (일부), 유천동(流川洞)   |

## 연혁
- 1988년 1월 1일 남구 일부와 서구 일부를 관할로 대구직할시 달서구를 설치하였다.[1]

14행정동 - 월배1동, 월배2동, 월배3동, 송현1동, 송현2동, 성당1동, 성당2동, 성서1동, 성서2동, 성서3동, 본리동, 두류1동, 두류2동, 두류3동
| 대통령령 제12367호 서울특별시송파구등13개구설치와구의관할구역변경에관한규정                               | |
| 구 행정구역 (법정동)                                                                                      | 신 행정구역                                                                                            |
| 서구 성당동·장동·장기동·용산동·감삼동·죽전동·이곡동·파산동·호림동·파호동·갈산동·신당동·본리동·내당동 일부 | 달서구 성당동·장동·장기동·용산동·감삼동·죽전동·이곡동·파산동·호림동·파호동·갈산동·신당동·본리동·두류동 |
| 남구 월성동·대천동·월암동·상인동·도원동·진천동·대곡동·유천동·송현동·본동                                  | 달서구 월성동·대천동·월암동·상인동·도원동·진천동·대곡동·유천동·송현동·본동                             |
- 1988년 5월 1일 자치구로 승격하였다.[2]
- 1989년 6월 1일 성서2동을 성서2동, 성서4동으로 분동하였다. (15행정동)
- 1990년 6월 1일 월배2동을 월배2동, 월배4동으로, 송현2동을 송현2동, 본동으로 분동하였다. (17행정동)
- 1992년 9월 1일 구청소재지를 월성동 281번지 현 위치로 이전하였다. 월배1동을 월배1동, 월배5동으로 분동하였다. (18행정동)
- 1994년 7월 1일 월배4동을 월배4동, 월배6동으로 분동하였다. (19행정동)
- 1995년 3월 1일 달성군 화원읍 구라리 일부 2.58km2가 성서공단 3차단지로 편입되어 달서구의 면적이 62.26km2로 확장되었다.
- 1996년 1월 1일 성서3동을 성서3동, 신당동으로 분동하였다. 행정동의 명칭을 법정동의 명칭에 맞추기 위해 월배1동을 월성1동으로, 월배2동을 상인2동으로, 월배3동을 진천동으로, 월배4동을 상인1동으로, 월배5동을 월성2동으로, 월배6동을 상인3동으로, 성서1동을 장기동으로, 성서2동을 감삼동으로, 성서3동을 이곡동으로, 성서4동을 죽전동으로 개칭하였다.[3] (20행정동)
- 1997년 3월 15일 상인2동을 상인2동, 도원동으로 분동하였다. (21행정동)
- 2003년 3월 31일 장기동을 장기동, 용산1동, 용산2동으로, 이곡동을 이곡1동, 이곡2동으로 분동하였다.[4] (24행정동)
- 2005년 4월 30일 법정동 파산동(巴山)의 명칭을 호산동(虎山)으로 변경하였다.[5]
- 2011년 5월 9일 성당1동, 성당2동을 성당동으로, 두류1동, 두류2동을 두류1·2동으로 합동하였다.[6] (22행정동)
- 2021년 11월 29일 진천동과 월성1동 일부를 진천동, 월성1동 일부, 유천동으로 분동하였다. (23행정동)